# Bandera de les Masies de Voltregà
La bandera oficial de les Masies de Voltregà Va ser publicat en el DOGC el 12 de gener de 1990 i té la següent descripció
Bandera apaïsada de proporcions dos d'alt per tres de llarg, verda, amb una rella groga al centre d'una dimensió màxima dels 7/9 de l'amplària de la bandera.
El color verd representa la plana de Vic, ja que en el terme municipi s'hi troba el santuari de la Mare de Déu de la Gleva, patrona de la comarca. La rella és el símbol del patró local, Sant Isidre, símbol que comparteix amb Juncosa de les Garrigues. No s'han inclòs en la bandera els emblemes dels antics senyors feudals del poble, els Cabrera, i la mitra de Vic, que sí que figuren a l'escut.

## Curiositat
Banderes que també carreguen una rella

Bandera de Juncosa
Bandera de Tavèrnoles
Bandera de Tornabous